# Ayuno de agua
Ayuno de agua es un tipo de ayuno en el que la persona solo consume agua. Se puede realizar ayuno de agua por diversas razones, incluido requerimiento médicos, para bajar de peso, para desintoxicarse, a causa de sus beneficios sobre la salud y religiosos o espirituales.

## Ayuno de agua y autofagia
La autofagia es un proceso en el que partes dañadas o viejas de las células se descomponen y reciclan.
Varios estudios en animales sugieren que la autofagia podría ayudar a proteger contra enfermedades como el cáncer, el Alzheimer y las enfermedades cardíacas. Por ejemplo, la autofagia puede evitar que se acumulen partes dañadas de las células, que es un factor de riesgo para muchos cánceres. Esto podría ayudar a prevenir el crecimiento de células cancerosas. Estudios en animales han encontrado que el ayuno de agua ayuda a promover la autofagia. Los estudios en animales parecen indicar que la autofagia puede ayudar a prolongar la vida útil.
Sin embargo hay muy pocos estudios en humanos sobre el ayuno de agua, la autofagia y la prevención de enfermedades. Por ello se requiere de más investigación antes de poder afirmar que el ayuno de agua promueve la autofagia.

## Jainismo
El ayunar es una práctica muy popular entre los que practican el jainismo y es parte de los festivales. La mayoría de los jainistas ayunan en fechas especiales tales como cumpleaños, aniversarios, durante festivales, y en días religiosos. Los jainistas mantienen un ayuno estricto de agua por 8 a 10 días, durante el período de Paryushan.